# 風刺 (プロコフィエフ)
『風刺』（ふうし、ロシア語: Сарказмы）作品17 は、1914年にセルゲイ・プロコフィエフが完成させたピアノ曲集。当初は『風刺的小品集』と題されていた。本邦では『サルカズム』（Sarcasms）と表記されることも多い。

## 概要
5曲から成る本作は1912年から1914年にかけて作曲された。当初は『風刺的小品集』と名付けられていたが、V. NuvelとA. Nurokの2人による助言を受けたプロコフィエフは改題を決定している。各曲は作曲順に並べられることになった。第1曲は1912年の作曲、第2曲と第3曲は1913年、そして第4曲と第5曲は1914年に書かれている。曲集はプロコフィエフのレパートリーに入っており、彼は折に触れて他の楽曲に加えて本作の一部の楽曲やその断片を演奏していた。1941年になって第5曲に対して短いプログラムが書かれたが、その他の4曲に関する筋書きが書かれることはなかった。
我々はしばしば人や物に対して悪意ある笑いに耽るものである。しかし、立ち止まってよく見れば我々の嘲笑の対象がいかに哀れで気の毒であるかを知る。恥を知った我々の耳には嘲った笑いが残っている、しかしその対象は今や我々自身となっているのだ。—セルゲイ・プロコフィエフ、『風刺』第5曲へのプログラム
全曲の初演はプロコフィエフ自身によって1916年11月27日にペトログラードのサンクトペテルブルク音楽院において行われた。ピアニストのゲンリヒ・ネイガウスは初演の逸話を次のように述懐している。「鼻眼鏡を鼻に乗せ、F.M.ブルーメンフェルトはプロコフィエフの頭越しに楽譜を見つめていた。既に準備が整っていたセルゲイ・セルゲーエヴィチは突如振り返ってこう言った。『フェリックス・ミハイロヴィチ!前に出て隣に来てくれた方がいい。げんこつで頭をぶたれるんじゃないかと心配だ。』皆が笑った。F.M.は取り合わなかったが、少し横へと移った。セルゲイ・セルゲーエヴィチは『風刺』全曲を通して演奏した。」初版譜は同年にモスクワのユルゲンソンから出された。

## 楽曲構成
ピアノ独奏のための標題のない5曲で構成される。演奏時間は約9分から12分。
1. Tempestoso
2. Allegro rubato
3. Allegro precipitato
4. Smanioso
5. Precipitosissimo — Andantino

本作ではプロコフィエフが模索した新しい音楽語法が特筆される。結果として作曲時点でプロコフィエフの最も急進的な作品となった。一部の者は風刺の中で笑いを表す手段としての「挑戦的な音外し」の使用について言及している。全ての曲が概ね2つの主題によって構成されており、各曲で最初の主題が最後に回想される。特に第1曲と第3曲で顕著なように、開始主題が概して打楽器的で鋭いものであるのに比べると（譜例1、2）、中間部の主題はかなり抒情的なものとなっている。特に名高い第3曲では複調が大きな役割を果たす。そこでは右手が嬰ヘ短調を奏する一方で左手が変ロ短調で旋律を奏でていく（譜例2）。
譜例1 - 第1曲冒頭部分
譜例2 - 第3曲冒頭部分

## 評価
本作はモダニストらの間で大きな成功を収めたが、これは主として新たな音楽語法を発見しようというプロコフィエフの努力によるもので、ペトログラードでの初演は大きな拍手で幕を閉じた。しかしながら、作曲者自身は本作が「まだ書かれたばかりであまり理解されていなかった」と感じていた。「悪魔的暗示」を想起させるような極端な強弱と荒々しい和音の使用に、初演を聴いた同郷のニコライ・メトネルとセルゲイ・ラフマニノフはいずれもあっけにとられた。他にも同僚のボリス・アサフィエフはこう述べている。「プロコフィエフの『風刺』はウラジーミル・マヤコフスキーの初期の韻文よりも張りつめて痛烈であり、その恐怖は恐ろしさと力強さで優っている。」マクシム・ゴーリキーも本作に強い関心を向けていた。講師のデイヴィッド・ナイスは本作の開始が「『春の祭典』をパロディーにしたかのような自由な拍子と和音の強打によっており、それがたちまち『ペトルーシュカ』のような優柔不断さの中に消えていく」と述べている。講師のリチャード・P・アンダーソンは好意的にこう評する。「プロコフィエフが意識的にピアノの打楽器性の限界を引き出した最もグロテスクなカリカチュアである『風刺』においてすら、彼の代名詞である抒情性が忍び込んでいる。」